# Sępiec
Sępiec – polski herb szlachecki.

## Opis herbu
Na tarczy dwudzielnej, w polu prawym błękitnym – dwa miecze, rękojeścią na dół, ukośnie skrzyżowane, w drugiej zaś lewej złotej – skrzydło czerwone. Nad hełmem w koronie trzy pióra strusie. Labry. Herb rodu Gerliczów. Znani herbowni: Jakub Gerlicz.